# باستا بوتانيسكا
باستا بوتانيسكا هي صحن باستا إيطاليِ يحضر مع صلصة تسمّى صلصة البوتانيسكا وهي صلصة حديثة، ليست معتمدة على المكونات الموسميّة وتعكس وفرة دكان السوق بدلاً من وفرة منتوجات الحديقة.

## الاسم
الصلصة ليست جزءاً من المطبخ الإيطالي التقليديِ حيث الإشارة الأسبق إلى باستا بوتانيسكا كانت عام 1961 والجميع يوافق بأنّ الصلصة أصبحت شعبية في الستّينات.
الاسم نشأ في نابولي نسبة إلى المومسات المحليّاتِ حيث أن كلمة بوتانيسكا تعني طريق العاهرة.
السبب الذي كسب الصحن مثل هذا الاسم هناك جدل فيه. إمكانية واحدة بأنّ الاسم جاء إشارة إلى نكهة الصلصة الحارة الكثيرة التوابل والرائحة اللاذعة. سبب آخر بأنّ الصحن عُرِضَ إلى الزبائن المتوقّعينِ في سعر منخفض لإغرائهم.

## وصلات خارجية
- وصفة تحضير باستا بوتانيسكا